# Остров Вильчека
Остров Вильчека — остров архипелага Земля Франца-Иосифа, Приморский район Архангельской области России.
Назван в честь австро-венгерского аристократа, мецената, коллекционера, путешественника, полярного исследователя Иоганна Непомука Вильчека (1837—1922).

## География
Высшая точка — ледниковый купол высотой 187 метров. Расположен на северо-западе острова. Вторая по высоте точка также расположена на ледниковом куполе. Её высота — 122 метра. Расположена на юго-востоке острова. Между этими двумя куполами проходит ледниковая перемычка. Высшая точка земли — 42 метра. Она находится на крайнем западе острова, у мыса Шиллинга.
Ото льда свободны несколько участков острова. Крупнейший расположен на юге. Там же находится одно сравнительно крупное озеро, из которого в море вытекает ручей, и несколько более мелких. Второй по площади свободный участок расположен между мысом Шиллинга и ледяным куполом. Он в основном скалистый. Третий участок находится у крайнего северного мыса, сложен галечниками.
Крайние точки острова: север — мыс Золотова, запад — мыс Шиллинга, юг — мыс Оргель, крайний восточный мыс не имеет названия.

## История исследования
1 ноября 1873 года остров Вильчека стал первым островом архипелага Земля Франца-Иосифа, который посетили люди, это была Австро-Венгерская экспедиция.
В начале марта 1874 года от цинги скончался машинист Отто Крыж (англ. Otto Krisch). Он был похоронен на острове. Могила расположена на юго-восточных скалах острова, надпись на кресте гласит: «Здесь умер Отто Крыж, машинист австрийской экспедиции на паровом судне „Адмирал Тегеттгоф“ 18.03.74 г. Прожил 29 лет. Покой душе твоей.».
Также на острове была оставлена запечатанная капсула с сообщением о новых открытиях.
5 августа 1991 года, немецкое судно «Dagmar Aaen» с экспедицией англ. Arved Fuchs посетила остров. Они обнаружили захоронение и капсулу с записями, которые, однако, не смогли прочесть. Документ был доставлен в Управление федеральной уголовной полиции в Висбадене. Там письмо было расшифровано и подтверждено, что это сообщение Юлиуса Пайера (англ. Julius Payer) и Карла Вайпрехта (англ. Karl Weyprecht). В настоящее время документ находится в немецком военно-морском музее в Бремерхафене.

## Прилегающая акватория
Остров омывается Баренцевым морем. Прибрежные воды глубоки, достигают 300 метров. Недалеко от восточного окончания острова расположены рифы Эскимосские. На юге, на некотором отдалении, находится небольшой обособленный остров Ламон, далее открытое море.

### Проливы
- пролив Мурманец — отделяет с восточной стороны от острова Сальм.

## Ближайшие острова
- Сальм
- Рифы Эскимосские

## Соимённый остров в архипелаге
В юго-восточной части архипелага, на расстоянии примерно в 80 км от острова Вильчека, располагается соимённый большой остров Земля Вильчека (площадью около 2 000 км²), второй по величине в архипелаге после Земли Георга. Между этими соимёнными островами лежат другие крупные острова (в первую очередь Сальм, а также остров Галля и более мелкие острова Гохштеттера).

## Топографические карты
- Лист карты T-40-IV,V,VI о. Вильчека. Масштаб: 1 : 200 000. Состояние местности на 1957 год.